# Glen Rice
Glen Anthony Rice (ur. 28 maja 1967  we Flint) – amerykański koszykarz zawodowej ligi NBA, mistrz ligi z 2000 z drużyną Los Angeles Lakers. Był trzykrotnie wybierany do drużyny NBA All Stars, a w 1997 podczas Meczu Gwiazd zdobył tytuł MVP, zaś w 1995 zwyciężył w konkursie rzutów za 3 punkty.

## Kariera w NBA
W 1989, po zdobyciu tytułu mistrzowskiego NCAA z drużyną Michigan Wolverines, został wybrany w drafcie z numerem 4. przez Miami Heat. W swoim debiutanckim sezonie zdobywał średnio 13,6 punktów na mecz i został wybrany do drugiej piątki debiutantów. W Miami Heat występował do 1995, kiedy to, w zamian za Matta Gregiera i Alonzo Mourninga, dołączył do drużyny Charlotte Hornets. W 1999 przeszedł do Los Angeles Lakers i w następnym roku zdobył tu swój jedyny pierścień mistrzowski. Już w następnym roku przeniósł się jednak na krótko do New York Knicks, potem na dłużej do Houston Rockets, a karierę zakończył w 2004 w Los Angeles Clippers z powodu kłopotów z kolanem.
W trakcie sezonów 1989–2004 zdobywał średnio 18,3 punktów na mecz i 4,4 zbiórki w 1000 spotkaniach. Na zakończenie kariery miał 18 336 punktów. Zagrał w 55 meczach rundy play-off, zdobywając średnio 16,1 punktów i 4,5 zbiórki na spotkanie. Zajmuje 4. miejsce w klasyfikacji wszech czasów pod względem liczby punktów zdobytych z rzutów za trzy (wykonał w sumie 1559 celnych rzutów w trakcie 15 lat kariery w NBA). Był dwukrotnie wybierany do All-NBA Team (druga piątka w 1997 i trzecia w 1998)
Jest jednym z ponad 40 zawodników w historii, którzy zdobyli zarówno mistrzostwo NCAA, jak i NBA w trakcie swojej kariery sportowej.

## Osiągnięcia

### NCAA
- Mistrz NCAA (1989)[2]
- NCAA Tournament Most Outstanding Player (1989 - odpowiednik MVP finałów NBA)[3]
- Zawodnik Roku Konferencji Big Ten NCAA (1989)[4]
- Atleta Roku Konferencji Big Ten NCAA (1989)
- Wybrany do:
  - I składu turnieju NCAA (1989)[5]
  - II składu All-American (1989)[6]
- Uniwersytet Michigan zastrzegł należący do niego w numer 41

### NBA
- Mistrz NBA (2000)[7]
- MVP:
  - meczu gwiazd NBA (1997)[8]
  - miesiąca NBA (kwiecień 1992, luty 1997)[9]
  - tygodnia NBA (28.11.1993, 5.01.1997, 2.02.1997, 14.12.1997)[10]
- Uczestnik:
  - NBA All-Star Game (1996–1998)[11]
  - konkursu rzutów za trzy punkty organizowanego przy okazji NBA All-Star Weekend (1991, 1995–98)[12]
- Wybrany do:
  - II składu:
    - debiutantów NBA (1990)[13]
    - NBA (1997)[14]

  - III składu NBA (1998)[14]
- Zwycięzca konkursu rzutów za 3 punkty organizowanego podczas NBA All-Star Weekend (1995)[15]
- Lider NBA w skuteczności rzutów za 3 punkty (1997)